# Сан-Рамон (кантон)
Сан-Рамон (исп. San Ramón) — кантон в провинции Алахуэла Коста-Рики.

## География
Находится на юго-западе провинции, занимает западную часть Центральной долины. Граничит на западе с провинциями Гуанакасте и Пунтаренас. Административный центр — Сан-Рамон.

## Округа
Кантон разделён на 16 округов:
1. Сан-Рамон
2. Сантьяго
3. Сан-Хуан
4. Пьедадес-Норте
5. Пьедадес-Сур
6. Сан-Рафаэль
7. Сан-Исидро
8. Лос-Анхелес
9. Альфаро
10. Волио
11. Консепсьон
12. Сапоталь
13. Пеньяс-Бланкас
14. Ла-Пас
15. Ла-Эсперанса
16. Бахо-Суньига